# 安藤芳樹
安藤 芳樹（あんどう よしき、1957年 - ）は、日本の実業家、経営コンサルタント。オフィス・ミクラス代表、「セブンチャート仕事術」の立案者でベストセラービジネス書の著者。麺通団副団長、讃岐うどんブームの仕掛け人。

## 人物・経歴
1957年、香川県観音寺市生まれ。香川県立観音寺第一高等学校を経て、立教大学経済学部卒業。高校時代はサッカー部主将を務めた。

### 【ADKホールディングス時代】
その後、ADKホールディングスで営業マネージャーとして勤務。その頃、ピーター・ドラッカーの理論と出会い、理解と実践をしようと試みたものの一度は挫折する。しかし、セミナーで学んだチャートによって構造化すると、難解な理論が理解できるようになることを知り、独自の仕事術を編み出し、2021年には書籍化した。
また、1993年頃から地元香川県の麺通団の副長として、高校の先輩でもある団長の田尾和俊とともに、『恐るべきさぬきうどん』や『うどん88か所巡礼』を仕掛け、現在の讃岐うどんブームを造り上げた。
地元タウン情報紙に讃岐うどんのお店紹介記事の連載を始めてから、5年ぐらい経った1998年頃からブームに火がついたという。その後は、テレビや雑誌にも多く取り上げられるが、2011年からは香川県観光協会も香川県が「うどん県」であることを宣言するなどPRを推進し、"香川＝うどん"のイメージ戦略に則った広報宣伝活動を行っている。
安藤は2006年公開の映画『UDON』の役柄モデルにもなっているが、2010年には、早稲田大学校友会125周年のイベントにゲストスピーカーとして招かれ、麺通団の副団長として、讃岐うどんの奥深い世界や店ごとのエピソードを名店の映像とともに讃岐弁で語るトークショーを行っている。

### 【独立時代：株式会社オフィスミクラス】
2023年4月に株式会社オフィスミクラスを設立。主な事業は、「セブンチャート仕事術」のレクチャー＆作成コーチ、セミナー・講演会の講師、研修・ワークショップのファシリテーター、経営コンサルティング、企業顧問／カウンセリング、出版・執筆事業、チャート化代行・企画書代行サービス、広告プロモーション、マーケティング・ブランド開発、ＣＩ・ＶＩ開発。
独自で開発した「セブンチャート仕事術」を元にしたセミナーやピーター・ドラッカーの事業戦略ワークショップなどの講師としても幅広く活動を行っている。ADKホールディングスで営業マネージャーをしていた頃にピーター・ドラッカーの理論と出会い、某セミナーで学んだ「1シート1メッセージ」を「1枠1センテンス」に置き換えてドラッカーをチャートによって構造化してみたところ、難解なメッセージがすいすい理解できるようになることを発見。自身の勉強のためにチャート化したビジネス本は100冊を超えた。その後、同じ方法をアウトプットにも応用し始めたところ社内・取引先から「わかりやすい」と高い評価を受けて商談がスムーズになり担当部署の売り上げも3倍に向上した。　チャートを2万枚作成して、現在の「セブンチャート仕事術」に至る。
2023年12月23日に「セブンチャート仕事術」を解説する著書「チャートで考えればうまくいく 一生役立つ「構造化思考」養成講座 (セブンチャートテンプレート特典付き) 」を出している。出版当時はAmazon５部門で1位を獲得した。
2025年3月7日に全国の主要コンビニエンスストア（セブン-イレブン、ファミリーマート、ローソン）に設置された約50,000店のマルチコピー機が提供する「eプリントサービス」にて、初の若手ビジネスマンにソリューションサービス「答えが見つかるワークシート：ビズクィック」の提供を開始した。本サービスは、キャリアの初期段階で即戦力としての成長を求められる20代から30代前半の若手ビジネスマンを対象に、「今すぐに使える実践知」をワンコインで提供することを目的としている。従来の書籍や研修では得られない「即効性」と「実践型の学習フォーマット」を兼ね備えており、忙しいビジネスパーソンがスキマ時間に効率よく学べる。テーマは、「提案・企画シリーズ」「営業力強化シリーズ」「コミュニケーションシリーズ」となっている。

## 主な著作
- 『チャートで考えればうまくいく』ディスカヴァー・トゥエンティワン 2021年12月

## 主な受賞歴
- 全国広告主連盟・広告大賞
- 香川広告賞・最優秀賞
- 愛媛広告賞・最優秀賞